# ويليام دانيال موراي
ويليام دانيال موراي (بالإنجليزية: William Daniel Murray)‏ هو محامي وضابط وقاضي أمريكي، ولد في 20 نوفمبر 1908 في بوتي في الولايات المتحدة، وتوفي في 3 أكتوبر 1994.